# Asurbanipal
Asurbanipal (asirski: Aššurbanapli), poznat i kao Sardanapal,  bio je asirski kralj. Vladao je od 669. do 627. g. pr. Kr. Tijekom čitave vladavine vodio je mnoge ratove. Pobijedio je egipatskog vladara Taharka (666. pr. Kr.) i zavladao Egiptom. Vodio je osvajačke pohode na Arabiju, Babiloniju (koju je osvojio 648. pr. Kr.), Elam (639. pr. Kr. razorio je elamitsku Suzu) i Tir. Utvrdio je prijestolnicu Ninivu i podizao je raskošne palače. 
Nakon njegove smrti javili su se unutarnji sukobi, a nakon provale Skita, medijski i babilonski vladari u razdoblju od 626. do 608. pr. Kr. u potpunosti osvajaju i dijele teritorij Asirije, čime asirska država prestaje postojati.

## Asurbanipalova knjižnica
Iz njegove knjižnice u Ninivi potječe najveća zbirka babilonsko-asirske literature. Asurbanipal je želio na jednom mjestu okupiti sve što su na Bliskom istoku stvorile generacije na književnom i znanstvenom polju. Zaposlio je veliki broj prepisivača i poduzeo sustavno skupljanje babilonsko-asirske književnosti. Knjižnica je bila podijeljena po stručnim skupinama i opskrbljena oznakama za snalaženje; imala je i kataloge. Svaka je pločica sadržavala kolofon s podacima o sadržaju, prepisivaču i sl. Knjižnica je uništena 612. pr. Kr. prilikom medijsko-babilonske opsade Ninive.
Potkraj 19. stoljeća u Ninivi pronađeno je više od 20.000 glinenih pločica ispisanih klinopisom koje se danas čuvaju u Britanskom muzeju u Londonu.

## Poveznice
- Drevna Mezopotamija
- Asirija

## Vanjske poveznice
- Ashurbanipal  Arhivirana inačica izvorne stranice od 30. rujna 2007. (Wayback Machine)
- The Library of King Ashurbanipal Web Page  Arhivirana inačica izvorne stranice od 9. srpnja 2008. (Wayback Machine)
- Assurbanipal Coronation Hymn take me back!